# Le rêve passe (chanson)
Pour l’article homonyme, voir Le rêve passe.
Le rêve passe est un chant militaire écrit par Armand Foucher sur une musique de Charles Helmer, chef d'orchestre, et Georges Krier, compositeur, en 1906 pour Adolphe Bérard. Elle est à la gloire des armées napoléoniennes.
Cette chanson a par la suite été reprise par divers artistes tels que Vanzo, Mestral ou encore Georges Thill.

## Contexte
Cette chanson s'inscrit dans une époque où la remontée d'un nationalisme revanchard (contre l'Allemagne après la défaite de 1870) se développe, notamment à la suite de la crise boulangiste.

## Paroles
Les soldats sont là-bas endormis sur la plaine
Où le souffle du soir chante pour les bercer,
La terre aux blés rasés parfume son haleine,
La sentinelle au loin va d'un pas cadencé.
Soudain voici qu'au ciel des cavaliers sans nombre
Illuminent d'éclairs l'imprécise clarté
Et le petit shako semble guider ces ombres
Vers l'immortalité.
Les voyez vous,
Les hussards, les dragons, la Garde,
Glorieux fous
D'Austerlitz que l'Aigle regarde,
Ceux de Kléber,
De Marceau chantant la victoire,
Géants de fer
S'en vont chevaucher la gloire.
Mais le petit soldat
Voit s'assombrir le Rêve,
Il lui semble là-bas
Qu'un orage se lève,
L'hydre au casque pointu
Sournoisement s'avance ;
L'enfant s'éveille, ému,
Mais tout dort en silence
Et dans son cœur le songe est revenu.
Les canons !
Les clairons !
Écoutez !
Regardez !
Les voyez vous,
Les hussards, les dragons, la Garde,
Ils saluent tous
L'empereur qui les regarde.
Et dans un pays clair où la moisson se dore,
L'âme du petit bleu revoit un vieux clocher.
Voici la maisonnette où celle qu'il adore
Attendant le retour, tient son regard penché.
Mais tout à coup... Douleur ! Il la voit plus lointaine,
Un voile de terreur a couvert ses yeux bleus.
Encore les casques noirs, l'incendie et la haine,
Les voilà ce sont eux !
Les voyez vous,
Leurs hussards, leurs dragons, leur Garde,
Sombres hiboux
Entraînant la vierge hagarde.
Le vieux Strasbourg
Frémit sous ses cheveux de neige.
Mourez tambours,
Voici le sanglant cortège ;
Bientôt le jour vermeil
A l'horizon se lève
On sonne le réveil
Et c'est encor le Rêve.
Les Géants de l'An deux
Sont remplacés par d'autres.
Et ces soldats joyeux
France ... ce sont les nôtres.
Blondes aimées ! Il faut sécher vos yeux.
Écoutez, regardez,
Vos amis, les voici.
Les voyez vous,
Les hussards, les dragons, l'Armée,
Ils mourront tous
Pour la nouvelle épopée.
Fiers enfants
De la race
Sonnez aux champs,
Le rêve passe.

## Culture populaire
Tirée d'un enregistrement de cette mélodie dans la compilation d'effets sonores volume 46 des studios Abbey Road, un court extrait de cette chanson, d'un style brass band, a été intégré à la chanson Yellow Submarine du groupe rock britannique The Beatles.